# Liste der Backsteinbauwerke der Gotik in Finnland

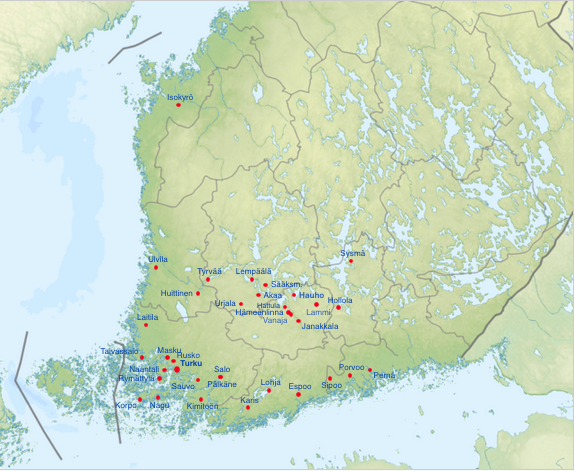
Screenshot der interaktiven Verteilungskarte, natürlich mit Ortsnamen

▶ Backsteinbauwerke der Gotik – Übersicht
Diese Liste der Backsteinbauwerke der Gotik in Finnland ist Teil des Listen- und Kartenwerks Backsteinbauwerke der Gotik. Darin sind diese Bauwerke möglichst vollständig aufgelistet, in allen entsprechenden Ländern Europas. Aufgenommen sind nur Bauten, an denen der Backstein irgendwo zutage tritt oder, bei geschlämmten Oberflächen, wenigstens die Backsteinstruktur von Mauerwerk erkennbar ist.
Historisch-kultureller Rahmen:

Finnland war in der Zeit der Gotik ein Teil des Königreichs Schweden. Eine beträchtliche Anzahl gotischer Kirchen mit Elementen der Backsteingotik steht in Gemeinden mit nennenswert oder gar überwiegend schwedischsprachiger Bevölkerung. Das ist auch bei den Namen berücksichtigt.
Umfang:

Diese Liste umfasst 35 Einträge von Bauwerken.
Benutzungshinweise:
- Schriftbild/Schriftstile: Wo Bauten in mehreren Orten (Ortsteilen) einer Gemeinde in Folge aufgeführt sind, wurde der Gemeindename beim erstgenannten Ort/Ortsteil fett gesetzt. Die Namen so gruppierter Ortsteile sind kursiv gesetzt.
- Bei einigen Gebäuden ist unter „(CC)“ die zugehörige Bildersammlung in Wikimedia Commons verlinkt.

| Ort                                              | Bauwerk                                           | Bauzeit           | Anmerkungen | Foto                                                   |
| ------------------------------------------------ | ------------------------------------------------- | ----------------- | --- | ------------------------------------------------------ |
| Akaa                                             | Sakristei von Akaa (CC)                           | 1510              | östliches Giebeldreieck dekoriert und aus Backstein                                                                              |                                                        |
| Espoo                                            | Dom                                               | 1480er J.         | Spitze des Westgiebels aus Backstein mit Blenden                                                                                 |                                                        |
| Hämeenlinna                                      | Burg Häme                                         | 1300–1450         | |                                                        |
| Hauho, zu Hämeenlinna                            | Dorfkirche (CC)                                   | Anfang 16. Jh.    | Blendengiebel aus Backstein; Eingangsvorbau 18. Jh., Turm neugotisch                                                             |                                                        |
| Lammi, zu Hämeenlinna                            | Lammin kirkko (CC)                                | um 1500           | Spitze und Fenster des Ostgiebels aus Backstein                                                                                  |                                                        |
| Vanaja, zu Hämeenlinna                           | Vanajan kirkko (CC)                               | um 1500           | Spitze des Westgiebels Backstein mit Blenden                                                                                     |                                                        |
| Hattula                                          | Heiligkreuzkirche                                 |                   | |                                                        |
| Hollola                                          | Hollolan kirkko (CC)                              | um 1500           | Feldsteinkirche mit mehreren Backsteingiebeln                                                                                    |                                                        |
| Lauttakylä, zu Huittinen                         | Huittisten kirkko / Vittis kyrka (CC)             | Backstein 15. Jh. | Kern von 1340; Dreieck des Ostgiebels Blendengiebel aus Backstein                                                                |                                                        |
| Isokyrö (SV: Storkyro)                           | Isonkyrön vanha Kirkko / S:t Lars kyrka (CC)      | 1513–1533         | Westportal aus Backstein |                                                        |
| Janakkala                                        | Janakkalan kirkko (CC)                            | wohl 1520 geweiht | |                                                        |
| Karis (FI: Karjaa), zu Raseborg                  | Karjaan kirkko / S:ta Katarina Kyrka (CC)         | 1470              | Westportal aus Backstein |                                                        |
| Kimitoön                                         | / S:t Andreas Kyrka (CC)                          | 1469              | Säulen (aber nicht die Gewölbe) der Hallenkirche aus Backstein; älterer Vorgängerbau                                             |                                                        |
| Korpo, zu Pargas                                 | Korppoon kirkko (CC)                              |                   | \| Blenden am Turm und einige Fenster aus Backstein \|                                                                           | \| Blenden am Turm und einige Fenster aus Backstein \| |
| Laitila                                          | Laitilan kirkko / Letala Kyrka (St. Michael) (CC) | 1463–1480         | Spitze des Ostgiebels mit Backsteinblenden                                                                                       |                                                        |
| Lohja                                            | Kirche von Lohja (St. Laurentius)                 | Ende 15. Jh.      | Westgiebel mit Blenden aus Backstein; Hallenkirche                                                                               |                                                        |
| Masku                                            | Maskun kirkko (CC)                                | um 1500           | Oberteile beider Giebeldreiecke Backstein-Blendangiebel                                                                          |                                                        |
| Naantali                                         | Kirche von Naantali                               | spätes 15. Jh.    | urspr. Brigittenkloster; Giebeldreieck und andere Teile des Ostgiebels aus Backstein                                             |                                                        |
| Nagu, zu Pargas                                  | Nauvo Kirkko (CC)                                 | 1440er Jahre      | Pfeiler der Hallenkirche und Blenden am Ostgiebel aus Backstein                                                                  |                                                        |
| Pernå, zu Loviisa                                | Kirche von Pernå                                  |                   | Dreiecke des Westgiebels und des Eingangsvorbaus aus Backstein mit Blenden                                                       |                                                        |
| Perniö (Bjärnå), zu Salo (wie Halikko)           | Bjärnå Kyrka (St. Lars) (CC)                      | 1460–1480         | oberer Teile der Giebel mit Backsteinblenden                                                                                     |                                                        |
| Pälkäne                                          | Kirchenruine (CC)                                 |                   | Giebeldreiecke, Portal und Fensterfassungen aus Backstein                                                                        |                                                        |
| Porvoo                                           | Dom                                               | ab 1410           | beide Giebeldreiecke als Blendengiebel aus Backstein, unterhalb davon verputzter Steinbau; mehrfach zerstört und wiederaufgebaut |                                                        |
| Rusko                                            | Ruskon kirkko (CC)                                | 1510–1530         | Spitze des Ostgiebels aus Backstein                                                                                              |                                                        |
| Rymättylä, zu Naantali                           | Rymättylän kirkko (CC)                            | 15. Jh.–1510      | innen Gewölbepfeiler, außen Spitze des Westgiebels aus Backstein mit Blenden                                                     |                                                        |
| Sauvo                                            | Sauvon kirkko (CC)                                | 1460–1472         | Spitze des Ostgiebels aus Backstein mit Blenden                                                                                  |                                                        |
| Sipoo (Sibbo)                                    | Pyhän Sigfridin kirkko (CC)                       | 1450er J.         | Spitze des Westgiebels aus Backstein mit Blenden                                                                                 |                                                        |
| Tyrvää (Tyrvis), zu Sastamala                    | Pyhän Olavin kirkko / Sankt Olofs Kyrka (CC)      | 1506–1516         | |                                                        |
| Ulvila (Ulvsby)                                  | Ulvilan kirkko (P. Olavi) (CC)                    |                   | wenigstens 2 Giebeldreiecke aus Backstein mit Blenden                                                                            |                                                        |
| Sysmä                                            | Sysmän kirkko / Sysmä kyrka (CC)                  | 1520              | 1830–1834 umgebaut, aber Ost- und Westgiebel (mit Backstein) wohl original                                                       |                                                        |
| Sääksmäki, zu Valkeakoski                        | (CC)                                              | 1480–1510         | Spitzen von Ost- und Westgiebel als Blendengiebel aus Backstein                                                                  |                                                        |
| Taivassalo                                       | Taivassalon kirkko (CC)                           | 1425–1440         | Pfeiler der Hallenkirche und oberes Giebeldreieck aus backstein                                                                  |                                                        |
| Turku                                            | Dom                                               |                   | |                                                        |
| Turku                                            | Marienkirche (CC)                                 | 1440er J.         | Westgiebel der Feldsteinkirche aus Backstein mit Blenden                                                                         |                                                        |
| Urjala                                           | Sakristei (Urjalan sakaristo) (CC)                | 1520–1540         | gestaffeltes Backsteinfenster J.                                                                                                 |                                                        |
| Blenden am Turm und einige Fenster aus Backstein |                                                   |                   | |                                                        |